# Sistemas de información hospitalaria
Los sistemas de información hospitalaria o sistemas de información en salud (siglas: SIH, o HIS en inglés), en algunos países son denominados "expediente electrónico", pese a que este último es sólo la parte clínica del proceso.
Consiste en un programa o programas de cómputo instalados en un hospital, lo que permite una gestión integrada de todos los factores que inciden en el sistema sanitario:
- Llevar un control de todos los servicios prestados a los pacientes.
- Obtener estadísticas generales de los pacientes.
- Obtener datos epidemiológicos.
- Detallar el coste de la atención prestada a cada paciente.
- Llevar un estricto expediente clínico en forma electrónica.
- También facilita el acceso y obtiene los datos sobre el tratamiento del paciente de forma más segura, con prontitud y eficiente.
- Es importante para que las agencias de Salud puedan tener un control sobre las enfermedades y prevenir brotes o epidemias.
- A su vez, tienen los datos más precisos en el proceso de acreditación y le facilita el acceso a los proveedores de servicios de salud.
- Tiene gran ventaja el sistema electrónico para proteger la seguridad y calidad en el cuidado de la salud.
- Permiten dar soporte a la gestión local para prevenir las desigualdades en tema sanitario.[3]

Existen diversos esfuerzos en el área. Dentro de los más conocidos se encuentra el proyecto de código libre Care2x, y luego algunos institucionales del gobierno mexicano como el Sistema de Información para la Gerencia Hospitalaria (SIGHO) y el Sistema de Administración Hospitalaria con RFID (SAHR), el cual ha sido desarrollado por la Maestría en Tecnologías de la Información de la Universidad Autónoma de Baja California (UABC).